# Trambileno
Trambileno là một đô thị ở tỉnh Trento ở vùng Trentino-Alto Adige/Südtirol của Ý, tọa lạc cách 25 km về phía nam của Trento. Tại thời điểm ngày 31 tháng 12 năm 2004, đô thị này có dân số 1.309 người và diện tích là 50,3 km².
Trambileno giáp các đô thị: Rovereto, Terragnolo, Vallarsa, Posina và Valli del Pasubio.